# Evan N'Dicka
Obite Evan N'Dicka (Parigi, 20 agosto 1999) è un calciatore francese naturalizzato ivoriano, difensore della Roma e della nazionale ivoriana, con cui ha vinto la Coppa d'Africa nel 2024.

## Biografia
Nato a Parigi da padre camerunese e madre ivoriana, ultimo di cinque figli, è cresciuto nel XIX arrondissement della capitale francese e a Champigny-sur-Marne.

## Caratteristiche tecniche
È un difensore che può giocare sia in una difesa a tre, venendo schierato principalmente come "braccetto" di sinistra, sia in una difesa a quattro, da terzino sinistro o da centrale. Dotato di ottime doti atletiche e fisiche e di una buona tecnica, ha buone capacità difensive e intelligenza tattica, nonostante alcune debolezze nella difesa in campo aperto. Abile in progressione e forte nei duelli aerei, spicca anche per la buona media realizzativa, essendo pericoloso sui calci piazzati.
Ha dichiarato di ispirarsi principalmente a Samuel Umtiti e Kalidou Koulibaly.

## Carriera

### Club

#### Gli inizi all'Auxerre
N'Dicka ha iniziato a giocare, all'età di sette anni, in alcune scuole calcio di Parigi, sua città natale, per poi entrare a far parte del settore giovanile dell'Auxerre nel 2012, a tredici anni.
Qui, il difensore ha fatto la trafila delle varie formazioni giovanili, diventandone anche capitano, prima di essere promosso in prima squadra dall'allenatore Cédric Daury durante la stagione 2016-2017: ha quindi esordito fra i professionisti il 27 gennaio 2017, giocando da titolare il match di campionato contro il Clermont Foot, vinto 1-0. Nel febbraio successivo, ha firmato il suo primo contratto da professionista con il club borgognone. Nell'annata seguente, N'Dicka è stato incluso in pianta stabile nei piani del nuovo allenatore Francis Gillot, sotto cui ha visto aumentare il proprio minutaggio nel professionismo.

#### Eintracht Francoforte
Il 5 luglio 2018, N'Dicka è stato acquistato per circa sei milioni di euro dell'Eintracht Francoforte, in Bundesliga, con cui ha firmato un contratto quinquennale. Schierato subito titolare dal tecnico Adolf Hütter nella sua prima stagione in Germania, il difensore ha segnato il suo primo gol fra i professionisti il 30 settembre 2018, aprendo le marcature dell'incontro di campionato con l'Hannover 96, vinto per 4-1. Nel febbraio del 2019, è stato eletto come miglior debuttante del mese dalla massima lega tedesca.
Confermato nelle rotazioni anche da Oliver Glasner, arrivato sulla panchina dell'Eintracht nella stagione 2021-2022, N'Dicka è stato fra i protagonisti della squadra capace di raggiungere la finale dell'UEFA Europa League, poi vinta a discapito dei Rangers ai rigori.

#### Roma
Dopo aver ufficialmente lasciato l'Eintracht al termine della stagione 2022-2023, il 21 giugno 2023 N'Dicka ha firmato un contratto quinquennale con la Roma, in Serie A, trasferendosi il 1º luglio seguente a parametro zero. Ha quindi esordito con i giallorossi il 17 settembre 2023, giocando da titolare la partita di campionato contro l'Empoli, vinta 7-0.
Il 14 aprile 2024, il difensore è stato colto da un malore in campo al 71º minuto dell'incontro di campionato con l'Udinese, venendo poi ricoverato in codice giallo all'Ospedale Santa Maria della Misericordia di Udine; in seguito all'incidente, la partita è stata sospesa e rinviata. I successivi esami hanno escluso patologie cardiache, a favore invece di una diagnosi di trauma toracico con minimo pneumotorace sinistro; dopo essere stato stabilizzato, il calciatore è stato dimesso dall'ospedale.
Il 28 novembre ha realizzato la prima rete con la Roma, siglando la rete del momentaneo 1-1 contro il Tottenham, match valido per la fase di campionato di Europa League. Nel corso della stagione è titolare fisso, giocando 38 partite su 38 in campionato (concluso al quinto posto dai giallorossi) senza mai saltare un minuto, diventando il primo calciatore di movimento giallorosso a riuscirci.

### Nazionale
Dopo aver vestito la maglia di quasi tutte le nazionali giovanili francesi, fino all'Under-21, N'Dicka ha scelto in seguito di rappresentare la Costa d'Avorio, paese natio della madre.
Il 6 giugno 2023, ha ricevuto la sua prima convocazione con la nazionale maggiore ivoriana per la partita di qualificazione alla Coppa d'Africa del 2023 contro lo Zambia, ma a causa di problemi di natura burocratica ha dovuto rinunciare alla chiamata del CT Gasset. Sempre nello stesso mese, il giudice unico dello status dei calciatori del FIFA Football Tribunal ha accolto la richiesta del difensore, rendendolo ufficialmente convocabile dalla Costa d'Avorio. Ha quindi esordito con la selezione ivoriana il 9 settembre seguente, giocando da titolare nel successo per 1-0 sul Lesotho nelle qualificazioni alla Coppa d'Africa 2023. Convocato per la fase finale del suddetto torneo, N'Dicka è stato impiegato da titolare in tutte e sette le partite del torneo, contribuendo così alla vittoria finale degli Elefanti.

## Statistiche

### Presenze e reti nei club
Statistiche aggiornate al 25 maggio 2025.
| Stagione                     | Squadra                      | Campionato                   | Campionato | Campionato | Coppe nazionali | Coppe nazionali | Coppe nazionali | Coppe continentali | Coppe continentali | Coppe continentali | Altre coppe | Altre coppe | Altre coppe | Totale | Totale |
| Stagione                     | Squadra                      | Comp                         | Pres       | Reti       | Comp            | Pres            | Reti            | Comp               | Pres               | Reti               | Comp        | Pres        | Reti        | Pres   | Reti   |
| ---------------------------- | ---------------------------- | ---------------------------- | ---------- | ---------- | --------------- | --------------- | --------------- | ------------------ | ------------------ | ------------------ | ----------- | ----------- | ----------- | ------ | ------ |
| 2016-2017                    | Auxerre                      | L2                           | 2          | 0          | CF+CL           | 0               | 0               | -                  | -                  | -                  | -           | -           | -           | 2      | 0      |
| 2017-2018                    | Auxerre                      | L2                           | 12         | 0          | CF+CL           | 1+1             | 0               | -                  | -                  | -                  | -           | -           | -           | 14     | 0      |
| Totale Auxerre               | Totale Auxerre               | Totale Auxerre               | 14         | 0          |                 | 2               | 0               |                    | -                  | -                  |             | -           | -           | 16     | 0      |
| 2018-2019                    | Eintracht Francoforte        | BL                           | 27         | 1          | CG              | 0               | 0               | UEL                | 9                  | 0                  | -           | -           | -           | 36     | 1      |
| 2019-2020                    | Eintracht Francoforte        | BL                           | 22         | 1          | CG              | 4               | 0               | UEL                | 8                  | 1                  | -           | -           | -           | 34     | 2      |
| 2020-2021                    | Eintracht Francoforte        | BL                           | 23         | 3          | CG              | 2               | 0               | -                  | -                  | -                  | -           | -           | -           | 25     | 3      |
| 2021-2022                    | Eintracht Francoforte        | BL                           | 32         | 4          | CG              | 1               | 0               | UEL                | 11                 | 0                  | -           | -           | -           | 44     | 4      |
| 2022-2023                    | Eintracht Francoforte        | BL                           | 30         | 1          | CG              | 5               | 1               | UCL                | 8                  | 0                  | SU          | 1           | 0           | 44     | 3      |
| Totale Eintracht Francoforte | Totale Eintracht Francoforte | Totale Eintracht Francoforte | 134        | 10         |                 | 12              | 1               |                    | 36                 | 1                  |             | 1           | 0           | 183    | 12     |
| 2023-2024                    | Roma                         | A                            | 25         | 0          | CI              | 0               | 0               | UEL                | 9                  | 0                  | -           | -           | -           | 34     | 0      |
| 2024-2025                    | Roma                         | A                            | 38         | 0          | CI              | 2               | 0               | UEL                | 11                 | 1                  | -           | -           | -           | 51     | 1      |
| 2025-2026                    | Roma                         | A                            | -          | -          | CI              | -               | -               | UEL                | -                  | -                  | -           | -           | -           | -      | -      |
| Totale Roma                  | Totale Roma                  | Totale Roma                  | 63         | 0          |                 | 2               | 0               |                    | 20                 | 1                  |             | -           | -           | 85     | 1      |
| Totale carriera              | Totale carriera              | Totale carriera              | 211        | 10         |                 | 16              | 1               |                    | 56                 | 2                  |             | 1           | 0           | 284    | 13     |

### Cronologia presenze e reti in nazionale
| Cronologia completa delle presenze e delle reti in nazionale ― Costa d'Avorio | Cronologia completa delle presenze e delle reti in nazionale ― Costa d'Avorio | Cronologia completa delle presenze e delle reti in nazionale ― Costa d'Avorio | Cronologia completa delle presenze e delle reti in nazionale ― Costa d'Avorio | Cronologia completa delle presenze e delle reti in nazionale ― Costa d'Avorio | Cronologia completa delle presenze e delle reti in nazionale ― Costa d'Avorio | Cronologia completa delle presenze e delle reti in nazionale ― Costa d'Avorio | Cronologia completa delle presenze e delle reti in nazionale ― Costa d'Avorio |
| Data                                                                          | Città                                                                         | In casa                                                                       | Risultato                                                                     | Ospiti                                                                        | Competizione                                                                  | Reti                                                                          | Note                                                                          |
| ----------------------------------------------------------------------------- | ----------------------------------------------------------------------------- | ----------------------------------------------------------------------------- | ----------------------------------------------------------------------------- | ----------------------------------------------------------------------------- | ----------------------------------------------------------------------------- | ----------------------------------------------------------------------------- | ----------------------------------------------------------------------------- |
| 9-9-2023                                                                      | San-Pédro                                                                     | Costa d'Avorio                                                                | 1 – 0                                                                         | Lesotho                                                                       | Qual. Coppa d'Africa 2023                                                     | -                                                                             |                                                                               |
| 12-9-2023                                                                     | Abidjan                                                                       | Costa d'Avorio                                                                | 0 – 0                                                                         | Mali                                                                          | Amichevole                                                                    | -                                                                             |                                                                               |
| 14-10-2023                                                                    | Abidjan                                                                       | Costa d'Avorio                                                                | 1 – 1                                                                         | Marocco                                                                       | Amichevole                                                                    | -                                                                             |                                                                               |
| 17-10-2023                                                                    | Abidjan                                                                       | Costa d'Avorio                                                                | 1 – 1                                                                         | Sudafrica                                                                     | Amichevole                                                                    | -                                                                             |                                                                               |
| 17-11-2023                                                                    | Abidjan                                                                       | Costa d'Avorio                                                                | 9 – 0                                                                         | Seychelles                                                                    | Qual. Mondiali 2026                                                           | -                                                                             |                                                                               |
| 20-11-2023                                                                    | Dar es Salaam                                                                 | Gambia                                                                        | 0 – 2                                                                         | Costa d'Avorio                                                                | Qual. Mondiali 2026                                                           | -                                                                             |                                                                               |
| 6-1-2024                                                                      | San-Pédro                                                                     | Costa d'Avorio                                                                | 5 – 1                                                                         | Sierra Leone                                                                  | Amichevole                                                                    | -                                                                             | 46’                                                                           |
| 13-1-2024                                                                     | Abidjan                                                                       | Costa d'Avorio                                                                | 2 – 0                                                                         | Guinea-Bissau                                                                 | Coppa d'Africa 2023 - 1º turno                                                | -                                                                             | 29’                                                                           |
| 18-1-2024                                                                     | Abidjan                                                                       | Costa d'Avorio                                                                | 0 – 1                                                                         | Nigeria                                                                       | Coppa d'Africa 2023 - 1º turno                                                | -                                                                             |                                                                               |
| 22-1-2024                                                                     | Abidjan                                                                       | Guinea Equatoriale                                                            | 4 – 0                                                                         | Costa d'Avorio                                                                | Coppa d'Africa 2023 - 1º turno                                                | -                                                                             |                                                                               |
| 29-1-2024                                                                     | Yamoussoukro                                                                  | Senegal                                                                       | 1 – 1 dts (4 – 5 dtr)                                                         | Costa d'Avorio                                                                | Coppa d'Africa 2023 - Ottavi di finale                                        | -                                                                             |                                                                               |
| 3-2-2024                                                                      | Bouaké                                                                        | Mali                                                                          | 1 – 2 dts                                                                     | Costa d'Avorio                                                                | Coppa d'Africa 2023 - Quarti di finale                                        | -                                                                             |                                                                               |
| 7-2-2024                                                                      | Abidjan                                                                       | Costa d'Avorio                                                                | 1 – 0                                                                         | RD del Congo                                                                  | Coppa d'Africa 2023 - Semifinale                                              | -                                                                             |                                                                               |
| 11-2-2024                                                                     | Abidjan                                                                       | Nigeria                                                                       | 1 – 2                                                                         | Costa d'Avorio                                                                | Coppa d'Africa 2023 - Finale                                                  | -                                                                             | 90+7’                                                                         |
| 7-6-2024                                                                      | Korhogo                                                                       | Costa d'Avorio                                                                | 1 – 0                                                                         | Gabon                                                                         | Qual. Mondiali 2026                                                           | -                                                                             |                                                                               |
| 11-6-2024                                                                     | Lilongwe                                                                      | Kenya                                                                         | 0 – 0                                                                         | Costa d'Avorio                                                                | Qual. Mondiali 2026                                                           | -                                                                             |                                                                               |
| 6-9-2024                                                                      | Bouaké                                                                        | Costa d'Avorio                                                                | 2 – 0                                                                         | Zambia                                                                        | Qual. Coppa d'Africa 2025                                                     | -                                                                             |                                                                               |
| 10-9-2024                                                                     | Yaoundé                                                                       | Ciad                                                                          | 0 – 2                                                                         | Costa d'Avorio                                                                | Qual. Coppa d'Africa 2025                                                     | -                                                                             | 67’                                                                           |
| 11-10-2024                                                                    | San-Pédro                                                                     | Costa d'Avorio                                                                | 4 – 1                                                                         | Sierra Leone                                                                  | Qual. Coppa d'Africa 2025                                                     | -                                                                             |                                                                               |
| 15-11-2024                                                                    | Ndola                                                                         | Zambia                                                                        | 1 – 0                                                                         | Costa d'Avorio                                                                | Qual. Coppa d'Africa 2025                                                     | -                                                                             |                                                                               |
| 19-11-2024                                                                    | Abidjan                                                                       | Costa d'Avorio                                                                | 4 – 0                                                                         | Ciad                                                                          | Qual. Coppa d'Africa 2025                                                     | -                                                                             |                                                                               |
| Totale                                                                        |                                                                               | Presenze                                                                      | 21                                                                            |                                                                               | Reti                                                                          | 0                                                                             |                                                                               |

| Cronologia completa delle presenze e delle reti in nazionale ― Francia under 21 | Cronologia completa delle presenze e delle reti in nazionale ― Francia under 21 | Cronologia completa delle presenze e delle reti in nazionale ― Francia under 21 | Cronologia completa delle presenze e delle reti in nazionale ― Francia under 21 | Cronologia completa delle presenze e delle reti in nazionale ― Francia under 21 | Cronologia completa delle presenze e delle reti in nazionale ― Francia under 21 | Cronologia completa delle presenze e delle reti in nazionale ― Francia under 21 | Cronologia completa delle presenze e delle reti in nazionale ― Francia under 21 |
| Data                                                                            | Città                                                                           | In casa                                                                         | Risultato                                                                       | Ospiti                                                                          | Competizione                                                                    | Reti                                                                            | Note                                                                            |
| ------------------------------------------------------------------------------- | ------------------------------------------------------------------------------- | ------------------------------------------------------------------------------- | ------------------------------------------------------------------------------- | ------------------------------------------------------------------------------- | ------------------------------------------------------------------------------- | ------------------------------------------------------------------------------- | ------------------------------------------------------------------------------- |
| 9-9-2019                                                                        | Troyes                                                                          | Francia under 21                                                                | 3 – 1                                                                           | Rep. Ceca under 21                                                              | Amichevole                                                                      | -                                                                               | 78’                                                                             |
| Totale                                                                          |                                                                                 | Presenze                                                                        | 1                                                                               |                                                                                 | Reti                                                                            | 0                                                                               |                                                                                 |

| Cronologia completa delle presenze e delle reti in nazionale ― Francia under 20 | Cronologia completa delle presenze e delle reti in nazionale ― Francia under 20 | Cronologia completa delle presenze e delle reti in nazionale ― Francia under 20 | Cronologia completa delle presenze e delle reti in nazionale ― Francia under 20 | Cronologia completa delle presenze e delle reti in nazionale ― Francia under 20 | Cronologia completa delle presenze e delle reti in nazionale ― Francia under 20 | Cronologia completa delle presenze e delle reti in nazionale ― Francia under 20 | Cronologia completa delle presenze e delle reti in nazionale ― Francia under 20 |
| Data                                                                            | Città                                                                           | In casa                                                                         | Risultato                                                                       | Ospiti                                                                          | Competizione                                                                    | Reti                                                                            | Note                                                                            |
| ------------------------------------------------------------------------------- | ------------------------------------------------------------------------------- | ------------------------------------------------------------------------------- | ------------------------------------------------------------------------------- | ------------------------------------------------------------------------------- | ------------------------------------------------------------------------------- | ------------------------------------------------------------------------------- | ------------------------------------------------------------------------------- |
| 8-11-2017                                                                       | Rabat                                                                           | Marocco under 20                                                                | 1 – 1                                                                           | Francia under 20                                                                | Amichevole                                                                      | -                                                                               |                                                                                 |
| 11-11-2017                                                                      | Rabat                                                                           | Marocco under 20                                                                | 1 – 2                                                                           | Francia under 20                                                                | Amichevole                                                                      | -                                                                               |                                                                                 |
| 21-3-2018                                                                       | San Pedro del Pinatar                                                           | Francia under 20                                                                | 2 – 0                                                                           | Stati Uniti under 20                                                            | Amichevole                                                                      | -                                                                               |                                                                                 |
| 28-5-2019                                                                       | Bydgoszcz                                                                       | Panama under 20                                                                 | 0 – 2                                                                           | Francia under 20                                                                | Mondiali Under-20 2019 - 1º turno                                               | -                                                                               |                                                                                 |
| 31-5-2019                                                                       | Gdynia                                                                          | Mali under 20                                                                   | 2 – 3                                                                           | Francia under 20                                                                | Mondiali Under-20 2019 - 1º turno                                               | -                                                                               |                                                                                 |
| 4-6-2019                                                                        | Bydgoszcz                                                                       | Francia under 20                                                                | 2 – 3                                                                           | Stati Uniti under 20                                                            | Mondiali Under-20 2019 - Ottavi di finale                                       | -                                                                               |                                                                                 |
| 12-10-2019                                                                      | Salon-de-Provence                                                               | Francia under 20                                                                | 1 – 0                                                                           | Svezia under 20                                                                 | Amichevole                                                                      | -                                                                               | cap.                                                                            |
| 15-11-2019                                                                      | Salon-de-Provence                                                               | Francia under 20                                                                | 4 – 0                                                                           | Turchia under 20                                                                | Amichevole                                                                      | -                                                                               |                                                                                 |
| Totale                                                                          |                                                                                 | Presenze                                                                        | 8                                                                               |                                                                                 | Reti                                                                            | 0                                                                               |                                                                                 |

## Palmarès

### Club
- UEFA Europa League: 1

Eintracht Francoforte: 2021-2022

### Nazionale
- Coppa d'Africa: 1

Costa d'Avorio 2023